# Salassa olivacea
Salassa olivacea är en fjärilsart som beskrevs av Charles Oberthür 1890. Salassa olivacea ingår i släktet Salassa och familjen påfågelsspinnare. Inga underarter finns listade.